# Lluç austral
El lluç austral (Merluccius australis) és una espècie de peix pertanyent a la família dels merlúccids.

## Descripció
- Pot arribar a fer 155 cm de llargària màxima (normalment, en fa 80).
- Cos més prim que el d'altres lluços i de color gris acerat, el qual esdevé blanc argentat de forma gradual en arribar al ventre.
- 1 espina dorsal i 48-57 radis tous a l'aleta dorsal i 40-46 radis tous a l'anal.
- 53-58 vèrtebres.
- Aletes pectorals llargues i esveltes, les quals arriben a l'aleta anal en exemplars inferiors als 50 cm de llargària però no pas en els de més longitud.
- Branquiespines curtes, gruixudes i amb les puntes romes.[3][4][5]

## Reproducció
Té lloc entre l'agost i el setembre a la costa occidental de l'illa del Sud de Nova Zelanda, entre el setembre i el novembre al nord de l'altiplà submarí de Campbell i entre el novembre i el gener a l'altiplà submarí de Chatham.

## Alimentació
A Sud-amèrica es nodreix de calamars, Micromesistius australis i Nototheniidae, mentre que a Nova Zelanda ho fa principalment de peixos (sobretot, gàdids), calamars, eufausiacis i organismes bentònics.

## Hàbitat
És un peix marí, bentopelàgic, oceanòdrom i de clima subtropical (33°S-59°S, 165°E-66°W) que viu entre 28 i 1.000 m de fondària (a Nova Zelanda entre 415 i 1.000, i a Sud-amèrica entre 62 i 800). Els adults probablement migren cap al sud durant l'estiu austral per a alimentar-se i tornen cap al nord a l'hivern per a reproduir-se.

## Distribució geogràfica
És una espècie circumglobal a l'hemisferi sud: l'Uruguai, l'Argentina, Xile, Austràlia i Nova Zelanda.

## Observacions
És inofensiu per als humans, la seua esperança de vida és de 30 anys i emprat com a aliment i per a elaborar farina de peix.